# Laura Allen
Laura Allen (Portland 21 de março de 1974) é uma atriz estadunidense.

## Biografia

### Primeiros passos
Allen é filha de Julie e David Allen. Segunda de três irmãs, ela cresceu em Bainbridge Island, Washington. Lá, ela se apresentava pela comunidade com sua família. Estudou na Bainbridge High School, e mais tarde na Wellesley College, onde cursou criminologia até se graduar em 1996

### Carreira
Allen era mais conhecida pelos fãs no papel de Laura Kirk-English DuPres na novela americana All My Children, tomando o papel da atriz Lauren E. Roman. Desde sua chegada ao programa em 2002, Allen foi ao estrelato na famosa série da USA Network, The 4400. Ela interpretava Lily Tyler. Seu personagem saiu da série antes da terceira temporada. Em 2006, Allen participou da série House no episódio "All In", como Sarah, a mãe de um garoto doente de 6 anos.
Allen agora trabalha no drama do canal FX Dirt, co-estrelando Courteney Cox e Ian Hart. Ela interpreta Julia Mallory.

## Filmografia
| Ano  | Nome               | Personagem      | Notas          |
| ---- | ------------------ | --------------- | -------------- |
| 2003 | A Tale of Two      | Limo Girl       | Curta-metragem |
| 2003 | Mona Lisa Smile    | Susan Delacorte |                |
| 2005 | How You Look to Me | Jane Carol Webb |                |
| 2008 | From Within        | Trish           |                |
| 2008 | The Collective     | Clare           |                |
| 2009 | Old Dogs           | Kelly           |                |
| 2010 | Cherry             | Linda           |                |
| 2010 | Hysteria           | Erin            |                |
| 2013 | Clown              |                 | Em Filmagem    |

| Ano       | Série                              | Personagens      | Notes                                                        |
| --------- | ---------------------------------- | ---------------- | ------------------------------------------------------------ |
| 2000      | The $treet                         | Jennifer         | Episódio: "Pilot"                                            |
| 2000–2002 | All My Children                    | Laura English    | Série de Tv                                                  |
| 2004      | Cold Case                          | Vanessa Prosser  | Episódio: "Late Returns"                                     |
| 2004      | North Shore                        | Monique          | Episódio: "More"                                             |
| 2004      | Sucker Free City                   | Samantha Wade    | Filme de TV                                                  |
| 2004–2005 | The 4400                           | Lily Tyler       | 17 Episódios                                                 |
| 2006      | House MD                           | Sarah Alston     | Episódio: "All In"                                           |
| 2007      | Criminal Minds                     | Bobbi Baird      | Episódio: "Open Season"                                      |
| 2007      | The 4400                           | Lily Moore Tyler | Episódio: "One of Us"                                        |
| 2007      | Law & Order: Special Victims Unit  | Cass Magnall     | Episódio: "Alternate"                                        |
| 2007–2008 | Dirt                               | Julia Mallory    | 14 Episódios                                                 |
| 2009      | Grey's Anatomy                     | Beth Whitman     | Episódio: "Beat Your Heart Out" Episódio: "Before and After" |
| 2009      | CSI: Miami                         | Sondra Moore     | Episódio: "Dissolved"                                        |
| 2010      | Terriers                           | Katie Nichols    | 13 Episódios                                                 |
| 2012      | Awake                              | Hannah Britten   | 13 Episódios                                                 |
| 2013      | Secret Lives of Husbands and Wives | Alison Dunn      | Filme de TV                                                  |
| 2017      | American Horror Story: Cult        | Rosie            | Episódio: "Neighbors from Hell" Episódio: "Holes"            |